# Casa Sastre i Marquès
La Casa Sastre i Marquès és un edifici situat al carrer del Cardenal Vives i Tutó de Sarrià, catalogat com a bé cultural d'interès local.

## Història
El 1855, el farmacèutic Ramon Marquès i Matas (Verges, 1825-Barcelona, 1895) va fundar un laboratori al carrer de l'Hospital, 111 de Barcelona, traslladat posteriorment al núm. 109. Fou succeït pel seu nebot Francesc Sastre i Marquès (Verges, 1865-Barcelona, 1937), que el 1905 va encarregar a l'arquitecte Josep Puig i Cadafalch la reforma de la farmàcia (destruïda el 1999 per a l'obertura de la Rambla del Raval), l'element més emblemàtic de la qual era un fanal de ferro forjat i vidre, actualment conservat al MUHBA.
A la mateixa època, Puig i Cadafalch es va encarregar de la residència d'estiueig del farmacèutic a Sarrià, ampliada el 1931 en direcció al carrer d'Eduardo Conde.

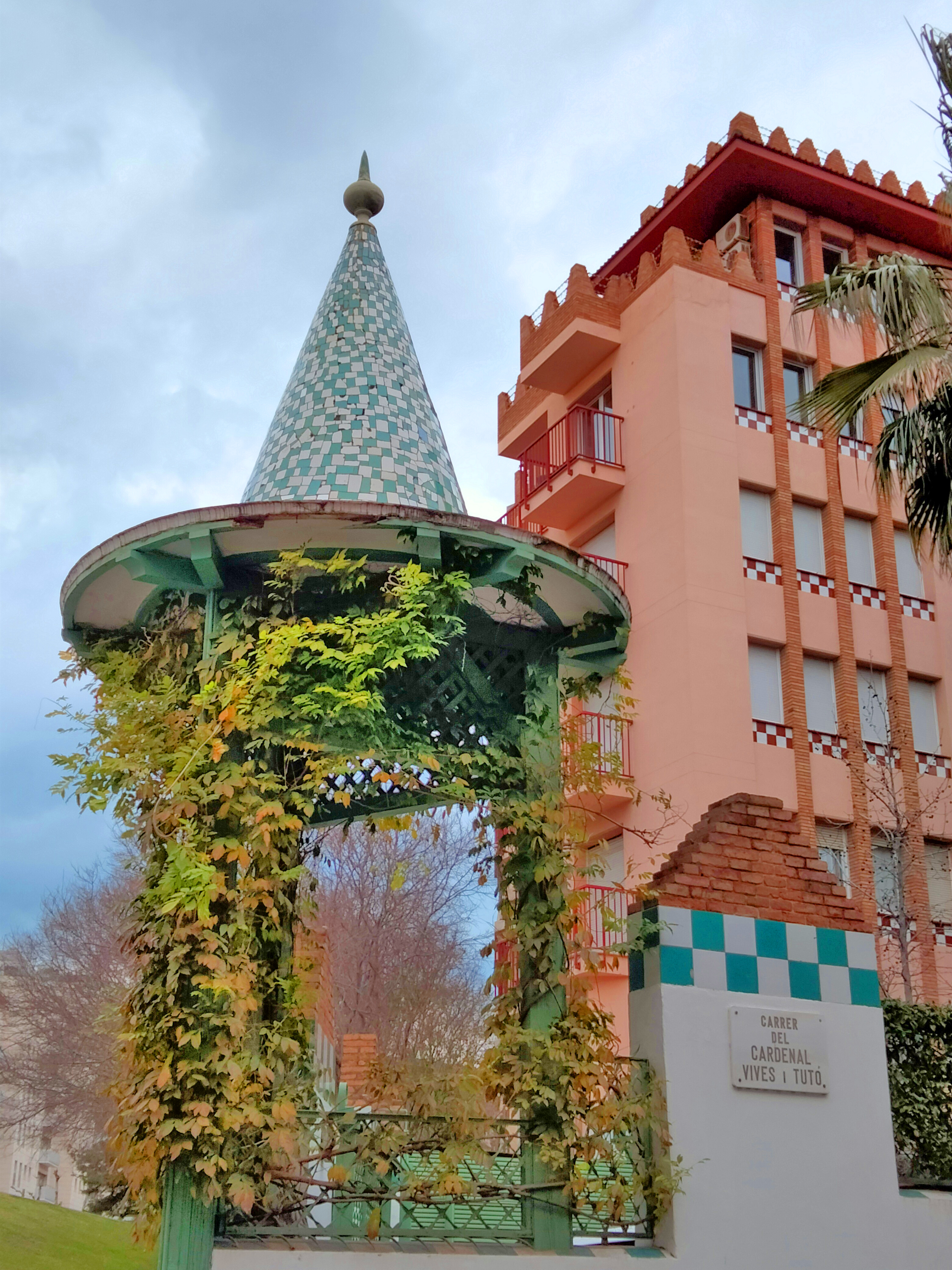
Glorieta

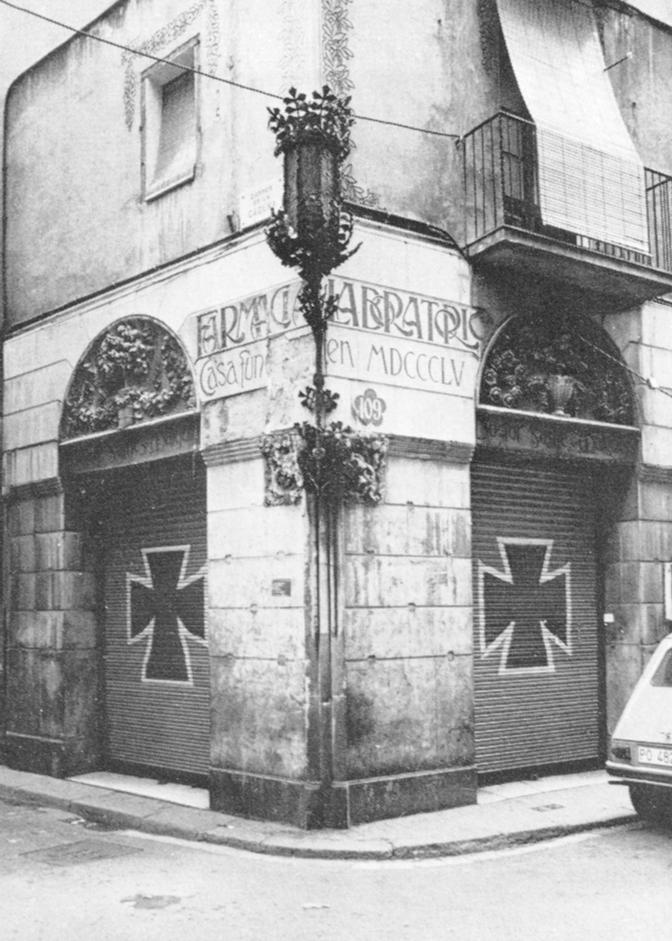
Farmàcia Sastre i Marquès (destruïda)

## Descripció
Edifici originàriament aïllat, en l'actualitat s'adossa a construccions annexes al bell mig d'un jardí, al que s'arriba des del carrer d'Eduardo Conde.
Les façanes reposen sobre un basament de paredat comú de pedra sobre el que reposa un arrimador escaquejat de rajoles de valència verdes i blanques que recobreix la pràctica totalitat de la planta baixa. La resta de paraments es presenten revestits amb morter blanc i, tancant els alçats, s'utilitzà el maó vist en els pilars de la galeria del darrer pis, en el cornisament de la casa i, sobretot, en els merlets piramidals que ressegueixen els tres terrats i la tanca del jardí.
La casa es reparteix en tres plantes esglaonades, la més alta de les quals dona al jardí, on s'organitza la façana principal, que destaca per la presència de la porta d'accés, coronada amb un esgrafiat floral amb una cartel·la amb la inscripció ANY MCMV. Aquesta porta, com la resta d'obertures de la planta baixa es presenta coronada per un arc rebaixat sense emmarcaments. Al primer pis hi destaca la presència d'una tribuna en tres plans tancada amb fusta i vidre i reposant sobre una barbacana feta de teules i ceràmica verda i blanca. Aquesta, que també recorre la segona planta, és rematada per una torreta circular coronada per una cuculla revestida d'escates de ceràmica vidrada ocre i verda. La segona planta, protegida sota un potent ràfec de fusta i teules, es mostra a l'exterior com una solana de finestres contínues de maó. En totes les obertures, així com les baranes dels terrats, hi destaca la presència d'elements reixats de ferro forjat ornats amb aplics florals i que contenen brides per col·locar-hi tests.
També cal destacar, a l'angle del jardí, la presència d'una petita glorieta de fusta coberta amb una cuculla cònica revestida de trencadís verd i blanc. L'immoble veí, construït el 1980 sobre els terrenys de l'antic jardí, adoptà els mateixos merlets i la decoració escaquejada, però amb bicromia blanca i granada. En l'actualitat acull un restaurant de cuina espanyola.